# Stanislaw Eksner

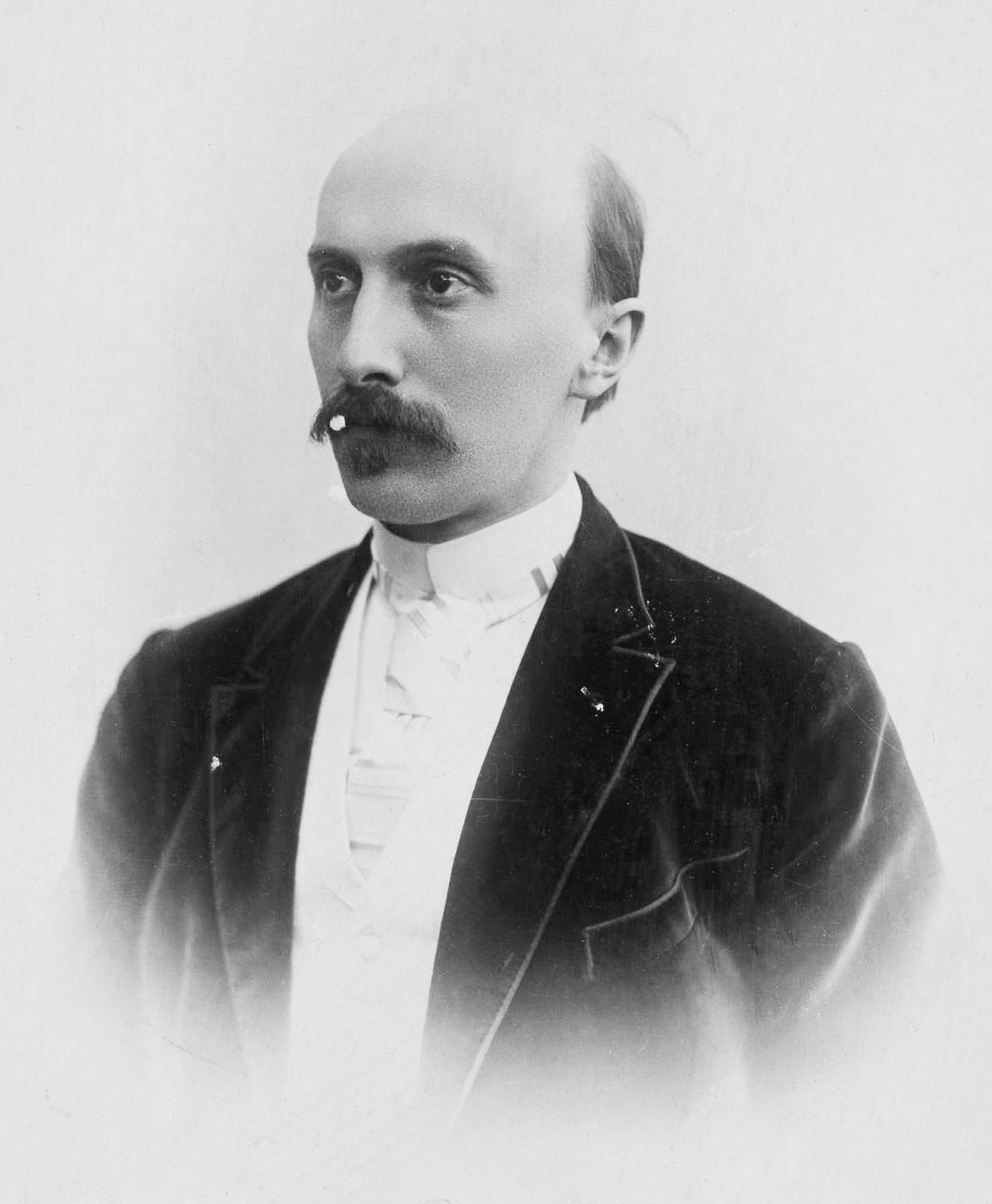
Stanisław Eksner

Stanislaw Kasparowitsch Eksner, russisch Станислав Каспарович Экснер (* 7.jul. / 19. Mai 1859greg. in Radoszyce; † 28. November 1934 in Warschau) war ein russischer Pianist und Musikpädagoge.

## Leben
Eksner studierte am Musikkonservatorium in Leipzig und am Sankt Petersburger Konservatorium. Er kam 1883 als Direktor der dortigen Abteilung der Kaiserlich Russischen Musikgesellschaft nach Saratow und übernahm im Folgejahr die Leitung des Konservatoriums. Er sorgte für dessen Erweiterung und erreichte, dass es 1895 ein eigenes Gebäude erhielt, dessen Fertigstellung und Erhalt ihn bis zu seinem Rücktritt aus gesundheitlichen Gründen 1914 in Anspruch nahm. Daben trat er auch als Pianist auf und führte als Dirigent Kompositionen von Beethoven, Mozart und Mussorgski auf. Anlässlich der Dreihundertjahresfeier der Gründung Saratows brachte er eine eigene Kantate für Solo, Chor und Orchester zur Aufführung.
Nach 1914 war Eksner weiterhin für die Kaiserlich Russischen Musikgesellschaft in Saratow tätig, eine erneute Übernahme der Leitung des Konservatoriums 1918 kam offenbar nicht zustande. Er lebte noch bis 1921 in Saratow. Eksner starb am 28. November 1934 in Warschau.